# 内田聡明
内田 聡明（うちだ そうめい、1954年2月18日 - 2023年？）は、日本の声優、ナレーター、舞台俳優、演出家。静岡県出身。ぷろだくしょんバオバブに所属していた。

## 来歴
明治大学文学部（演劇専攻）卒業後、シェイクスピア・シアター、劇工房ライミングで数多くの舞台に出演しながら、演出や舞台美術なども手掛けていた。
2023年9月18日、内田の知人である竹田克也が自身のnoteにて内田の死去及び追悼の会に参加していたことを報告した。

## 人物
声優としては、外画吹き替え、アニメ、ナレーションなどで活躍していた
特技は絵画作成、歌唱。趣味は映画鑑賞、イラストレーション。

## 代役・後任
2020年以降はレギュラーおよび過去に演じたキャラクターは降板している。
| 後任     | 役名                           | 概要作品                            | 代役・後任の初担当作品                               |
| -------- | ------------------------------ | ----------------------------------- | ---------------------------------------------------- |
| 星野貴紀 | ビスマルク・ヴァルトシュタイン | 『コードギアス 反逆のルルーシュR2』 | 『コードギアス 反逆のルルーシュ ロストストーリーズ』 |

## 出演

### テレビアニメ
- クレヨンしんちゃん（1997年 - 2014年、スキー教室職員、ナレーション）
- 深海伝説MEREMANOID（1997年）
- サイレントメビウス（1998年、スーツ幹部）
- デビルマンレディー（1998年、アナウンス）
- コードギアス 反逆のルルーシュR2（2008年、ビスマルク・ヴァルトシュタイン[8]）
- 名探偵コナン（2010年 - 2017年、田口真一郎、紺野宅司、左巻頼斗、朝永博之）

### 劇場アニメ
- PARASITE DOLLS-劇場版-（2004年、キンボール）
- コードギアス 反逆のルルーシュ II・III（2018年、ビスマルク・ヴァルトシュタイン） - 2作品

### OVA
- 銀河英雄伝説（1996年、ゾンネンフェルス）
- PARASITE DOLLS（2003年、キンボール）

### ゲーム
- スターオーシャン2 Second Evolution（2008年）
- 第2次スーパーロボット大戦Z 再世篇（2012年、ビスマルク・ヴァルトシュタイン）
- STAR OCEAN THE SECOND STORY R（2023年）

### 吹き替え

#### 映画
- アイ,ロボット ※フジテレビ版
- 悪の法則（神父〈エドガー・ラミレス〉）
- アドレナリン・ブレイク（ダリウス・クルーズ〈アンソニー・オフォエグブ〉）
- インセプション（やせた男〈ティム・ケレハー〉）※テレビ朝日版
- デーヴ ※テレビ朝日版
- ナイト・オブ・ゴッド（ジャコモ〈ラウル・ボヴァ〉）
- ファイナル・デッドサーキット 3D（エドワード）
- フロム・ヘル（マックイーン〈デヴィッド・スコフィールド〉）※ソフト版
- プロメテウス（ラヴェル〈ベネディクト・ウォン〉）※劇場公開版
- マトリックス（エージェント・ジョーンズ〈ロバート・テイラー〉）※フジテレビ版
- ミルク（ジョン・ブリッジス〈デニス・オヘア〉）
- リボルバー（ソーター〈マーク・ストロング〉）
- RONIN ※テレビ朝日版
- ワイルド・スピードX2 ※テレビ朝日版
- ワイルド・トランスポーター 悪女の罠

#### ドラマ
- GALACTICA/ギャラクティカ（フェナー）
- サンクチュアリ（マルコム・ドーキンズ）
- CSI:ニューヨーク3（ヘンリー）
- 24 -TWENTY FOUR-（ジョナサン・ウォレス〈グレッグ・ヘンリー〉）
- 反撃のレスキュー・ミッション（クリス・ペンバートン少佐）
- 4400 未知からの生還者（パトリック）
- プリズン・ブレイク（ポール・ケラーマン〈ポール・アデルスタイン〉）
- ブルーブラッド 〜NYPD家族の絆〜
- 名探偵モンク6（実況アナウンサー）
- ローマ警察殺人課アウレリオ・ゼン 3つの事件

### ボイスオーバー
- BS世界のドキュメンタリー
  - 「巨大ピッグ・ビジネス」
  - 「月面中継・成功への軌跡」
- ザ・オイルマン
- トゥルー・ヒーローズ
- ロック・スクール2トニー・アイオミ

### ナレーション
- カラー・オブ・ウォー
- 新共同訳「聖書」
- 防衛省 近代日本の歩み
- ラストデイズ

### 舞台
- ヴェニスの商人（アントーニオ）
- 月夜のでんしんばしら
- PLAZA SUITE（サム）
- 山猫版・ブレーメンの音楽隊　※演出・脚本・美術